# Estação Dar El-Salam
Dar El-Salam (em árabe: دار السلام) é uma das estações da linha 1 do metro do Cairo, no Egito.
\